# Regering-Bettel-Schneider I
De regering-Bettel-Schneider I was tussen 4 december 2013 en 5 december 2018 de regering van het Groothertogdom Luxemburg. Deze regering bestond uit een coalitie van de Demokratesch Partei (DP), de Lëtzebuerger Sozialistesch Aarbechterpartei (LSAP) en Déi Gréng (DG). De regering kwam aan de macht na de parlementsverkiezingen van 2013 en werd aangevoerd door premier Xavier Bettel (DP).

## Samenstelling
| Naam | Naam                                                              | Partij | Ambt |
| ---- | ----------------------------------------------------------------- | ------ | --- |
|      | Xavier Bettel                                                     | DP     | Premier / Minister van staat, Minister van Communicatie en Media, Minister van Religieuze Zaken, Minister van Cultuur (vanaf 18 december 2015) |
|      | Etienne Schneider                                                 | LSAP   | Vicepremier, Minister van Economische Zaken, Minister van Binnenlandse Veiligheid, Minister van Defensie |
|      | Jean Asselborn                                                    | LSAP   | Minister van Buitenlandse en Europese Zaken, Minister van Immigratie en Asiel |
|      | Felix Braz                                                        | DG     | Minister van Justitie |
|      | Nicolas Schmit                                                    | LSAP   | Minister van Arbeid, Werkgelegenheid en Sociale Economie en Solidariteit |
|      | Romain Schneider                                                  | LSAP   | Minister van Sociale Zekerheid, Minister van Samenwerking en Humanitaire Actie, Minister van Sport |
|      | François Bausch                                                   | DG     | Minister van Duurzame ontwikkeling en Infrastructuur |
|      | Fernand Etgen                                                     | DP     | Minister van Landbouw, Wijnbouw en Consumentenbescherming, Minister voor Parlementaire Betrekkingen |
|      | Maggy Nagel (tot 18 december 2015)                                | DP     | Minister van Cultuur, Minister van Huisvesting |
|      | Pierre Gramegna                                                   | DP     | Minister van Financiën |
|      | Lydia Mutsch                                                      | LSAP   | Minister van Volksgezondheid, Minister van Gelijke Kansen |
|      | Dan Kersch                                                        | LSAP   | Minister van Binnenlandse Zaken, Minister van Publieke en Bestuurlijke Hervormingen |
|      | Claude Meisch                                                     | DP     | Minister van Nationaal Onderwijs, Kinderen en Jeugd, Minister van Hoger Onderwijs en Onderzoek |
|      | Corinne Cahen                                                     | DP     | Minister van Familie en Integratie, Minister in de Grote Regio |
|      | Carole Dieschbourg                                                | DG     | Minister van Milieu |
|      | Camille Gira (tot 17 mei 2018) Claude Turmes (vanaf 20 juni 2018) | DG     | Staatssecretaris van Duurzame Ontwikkeling en Infrastructuur |
|      | André Bauler (tot 28 maart 2014)                                  | DP     | Staatssecretaris van Nationaal Onderwijs, Kinderen en Jeugd, Staatssecretaris van Hoger Onderwijs en Onderzoek |
|      | Marc Hansen (vanaf 28 maart 2014)                                 | DP     | Staatssecretaris van Nationaal Onderwijs, Kinderen en Jeugd (tot 18 december 2015), Staatssecretaris van Hoger Onderwijs en Onderzoek (tot 18 december 2018), Staatssecretaris van Huisvesting (van 29 maart tot 18 december 2015) Minister van Huisvesting (vanaf 18 december 2015) |
|      | Francine Closener                                                 | LSAP   | Staatssecretaris van Economische Zaken, Staatssecretaris van Binnenlandse Veiligheid, Staatssecretaris van Defensie |
|      | Guy Arendt (vanaf 18 december 2015)                               | DP     | Staatssecretaris van Cultuur |